# Eduard Staňek
Eduard Prokop Ferdinand Adolph Staňek, född 8 maj 1851 i Nagyvárad (nu Oradea, på tyska Grosswardein) i dåvarande Österrike-Ungern, död 16 april 1915 i Stockholm, var en svensk kontrabasist.
Staňek fick sin utbildning vid konservatoriet i Wien. Han var kontrabasist i Kungliga Hovkapellet 1876–1889 och 1894–1914. Staňek var kormästare vid Kungliga Teatern 1889–1893 och kapellmästare vid Vasateatern 1887–1888 samt lärare vid Kungliga Musikkonservatoriet 1912–1915. Han invaldes som ledamot 540 av Kungliga Musikaliska Akademien den 31 oktober 1912.